# Касано д'Ада
Касано д'Ада (итал. Cassano d'Adda) је насеље у Италији у округу Милано, региону Ломбардија.
Према процени из 2011. у насељу је живело 17267 становника. Насеље се налази на надморској висини од 132 м.

## Становништво
| 1931. | 1936. | 1951. | 1961.  | 1971.  | 1981.  | 1991.  | 2001.  | 2011.  |
| ----- | ----- | ----- | ------ | ------ | ------ | ------ | ------ | ------ |
| 8.946 | 8.964 | 9.972 | 10.988 | 13.820 | 15.318 | 16.260 | 16.665 | 18.552 |